# Loudi
Loudi, tidigare romaniserat Lowti, är en stad på prefekturnivå i Hunan-provinsen i södra Kina. Den ligger omkring 140 kilometer väster om provinshuvudstaden Changsha.

## Administrativ indelning
Loudi indelas i ett stadsdistrikt, som omfattar den egentliga staden, två satellitstäder på häradsnivå och två härad:
- Stadsdistriktet Louxing – 娄星区 Lóuxīng qū ;
- Staden Lengshuijiang – 冷水江市 Lěngshuǐjiāng shì ;
- Staden Lianyuan – 涟源市 Liányuán shì ;
- Häradet Shuangfeng – 双峰县 Shuāngfēng xiàn ;
- Häradet Xinhua – 新化县 Xīnhuà xiàn.

## Klimat
Genomsnittlig årsnederbörd är 1 668 millimeter. Den regnigaste månaden är maj, med i genomsnitt 267 mm nederbörd, och den torraste är oktober, med 52 mm nederbörd.